# 善岱镇
善岱镇，是中华人民共和国内蒙古自治区呼和浩特市土默特左旗下辖的一个乡镇级行政单位。

## 行政区划
善岱镇下辖以下地区：
北淖村、南淖村、五里桥村、喇嘛营村、保同河村、善岱村、召上村、里素村、安民村、南兵州亥村、什拉村、后善岱村、沙梁村、朝号村、南董家营村、大野场村、大岱村、公布村、独立坝村、陕西营村、依肯板村、巩家圪旦村、小沙金图村、大沙金图村、十二犋牛村、周家明村、大三和城村和小三和城村。